# Trentepohlia butleri
Trentepohlia butleri är en tvåvingeart som beskrevs av Alexander 1950. Trentepohlia butleri ingår i släktet Trentepohlia och familjen småharkrankar. Inga underarter finns listade i Catalogue of Life.